# Zatoka Tolo
Zatoka Tolo (indonez. Teluk Tolo) – zatoka morza Banda; pomiędzy wschodnim a południowo-wschodnim półwyspem wyspy Celebes; długość ok. 160 km, szerokość ok. 150 km; od północnego wschodu oddzielona wyspami Banggai od morza Moluckiego.